# 興王府 (南漢)
兴王府是五代十国时，南汉设置的府，南汉都城所在。
乾亨元年（917年），刘岩称帝于广州，国号“大越”，将广州升格为兴王府，辖番禺县、南海县、常康县、咸宁县、增城县、四会县、化蒙县、怀集县、洊水县、东莞县、清远县、浛洭县、浈阳县、新会县、义宁县15县。次年改国号汉，史称南汉，国都兴王府。治番禺县（今广东省广州市）。北宋开宝四年（971年），宋灭南汉，改兴王府为广州。